# Invincible (canción de Muse)
«Invincible» es una canción del grupo de rock británico Muse. Fue el cuarto sencillo del álbum Black Holes and Revelations.

## Composición
«Invincible» está escrita en la tonalidad de C. Se trata de una melodía lenta y romántica con un ritmo de marcha militar. La canción contiene un solo de guitarra con tapping.
Bellamy afirmó que «Invincible» es una canción positiva, y que es "el corazón de Black Holes and Revelations". De un modo similar a «Butterflies and Hurricanes» del álbum anterior, «Invincible» lanza un mensaje de esperanza, resiliencia y de no tenerle miedo al cambio. "«Invincible» trata de un optimismo casi irrealista, es un 'Podemos hacer cualquier cosa, tenemos el poder'". 
La canción fue inspirada por «Heroes» de David Bowie. Bowie, quien presenció la grabación de la canción, dijo que le gustaba mucho y se ofreció para colaborar en el tema. No obstante, Bellamy se se opuso, pues no se creían dignos de algo así, y dijo que aún no se sentían preparados. 

## Vídeo musical
El vídeo está ambientado en un mundo ficticio en forma de parque de atracciones al estilo It's a Small World. La banda atraviesa este mundo, pasando por distintos eventos de la historia hasta la actualidad. En el final aparecen extraterrestres y robots gigantes atacando una ciudad moderna. La banda acaba saliendo de ese mundo, demostrando así que son invencibles pase lo que pase.
El vídeo musical fue dirigido por Jonnie Ross y filmado en Dublín, Irlanda.
La canción del vídeo es más corta que la del álbum, pero más larga que la versión radiofónica. 

## Lista de canciones
- Promo CD 1 PRO-16255

1. «Invincible» (radio edit) - 4:06
2. «Invincible» (álbum versión) - 5:00

- Promo CD 2 PRO-16256

1. «Invincible» (álbum versión) - 5:00
2. «Invincible» (radio edit) - 4:06

- 7" Imagen de Disco HEL3005

1. «Invincible»
2. «Glorious» - 4:38 (Salió como pista final en el álbum Black Holes and Revelations en la versión japonesa)

- CD HEL3005CD

1. «Invincible»
2. «Knights of Cydonia» (Simian Mobile Disco Remix)

- DVD HEL3005DVD

1. «Invincible» (audio - single edit) - 4:30
2. «Invincible» (video - single edit) - 4:30
3. «Invincible» (En vivo desde Milán) - 5:27